# Последният прозорец
„Последният прозорец“ (на македонска литературна норма: „Последниот прозорец“) е късометражен цветен анимиран филм от Социалистическа република Македония от 1979 година на режисьора Дарко Маркович по сценарий на самия Маркович, който също така е аниматорът на филма.
Филмът е отличен с няколко награди, сред които е Наградата на град Оберхаузен от Международния фестивал на късометражния филм в Оберхаузен.